# Meliosma novogranatensis
Meliosma novogranatensis är en tvåhjärtbladig växtart som beskrevs av José Cuatrecasas och Idrobo. Meliosma novogranatensis ingår i släktet Meliosma och familjen Sabiaceae. Inga underarter finns listade.